# Franz Carl von Druffel
Franz Carl Andreas Paul von Druffel (* 30. November 1809 in Münster; † 2. November 1873 ebenda) war ein deutscher Rittergutsbesitzer und Politiker.
Von Druffel war der Sohn des Mediziners Franz Ferdinand von Druffel und dessen Ehefrau Gertrud von Buchholtz. Sein Bruder war Clemens von Druffel. Er studierte Rechtswissenschaften und wurde Kreisgerichtsrat. Er war Rittergutsbesitzer und katholischer Konfession. 1851, 1852 und 1856 nahm er als Vertreter des Fürsten zu Sayn-Wittgenstein-Berleburg und 1854 als Vertreter des Fürsten zu Sayn-Wittgenstein-Hohenstein am Provinziallandtag der Provinz Westfalen teil. 1856 (als Stellvertreter) und 1860 bis 1873 war er im Stand der Ritterschaft im Wahlbezirk West-Münster gewähltes Mitglied des Provinziallandtags. Im Parlament war er 1858 und 1861 bis 1873 Landtagssekretär.
Er war Ehrenmitglied der katholischen Studentenverbindung KDStV Markomannia Würzburg.